# فيتور ألميدا (لاعب كرة قدم)
فيتور ألميدا هو لاعب كرة قدم برتغالي في مركز الدفاع، ولد في 5 فبراير 1991.

## وصلات خارجية
- فيتور ألميدا (لاعب كرة قدم) على موقع قاعدة بيانات كرة القدم.إي يو (الإنجليزية)
- فيتور ألميدا (لاعب كرة قدم) على موقع Soccerway.com (الإنجليزية)